# Ред и закон (13. сезона)
Тринаеста сезона серије Ред и закон је премијерно емитована на каналу НБЦ од 2. октобра 2002. године до 21. маја 2003. године и броји 24 епизоде.

## Опис
Артур Бренч (Фред Далтон Томпсон) заменио је Нору Луин (Дајен Вист) на месту окружног тужиоца. Главна постава из ове сезоне била је друга по непромењености у повестии серије Ред и закон до тада оставши непромењен 2 сезоне у 48 епизода. Најдуже раздобље стабилности главне поставе укупно је обухватало последње четири епизоде 18. сезоне и читаву 19. и 20. сезону, што је било укупно 49 епизода.

## Улоге

### Главне
- Џери Орбак као Лени Бриско
- Џеси Л. Мартин као Ед Грин
- Ш. Епата Меркерсон као Анита ван Бјурен
- Сем Вотерстон као ИПОТ Џек Мекој
- Елизабет Ром као ПОТ Серена Садерлин
- Фред Далтон Томпсон као ОТ Артур Бренч

### Епизодне
- Керолин Мекормик као др Елизабет Оливет (Епизоде 1, 12, 14-15, 22)

## Епизоде
| Бр. у серији | Бр. у сезони | Назив                         | Редитељ                     | Сценариста                                     | Пpемијерно емитовање | Пpод. код | Гледаност у САД (милиони) |
| --- | ------------ | ----------------------------- | --------------------------- | ---------------------------------------------- | -------------------- | --------- | ------------------------- |
| 278 | 1            | "Амерички џихад"              | Константин Макрис           | Арон Зелман и Марк Гугенхајм                   | 2. октобар 2002.     | E3304     | 19.10                     |
| Амерички муслиман постаје главни осумњичени за двоструко убиство када је један академик оспорио његова верска уверења. |              |                               |                             |                                                |                      |           |                           |
| 279 | 2            | "Шангри-Ла"                   | Константин Макрис           | Мајкл С. Чернучин                              | 9. октобар 2002.     | E3301     | 20.20                     |
| Убиство професорке енглеског језика у средњој школи открива љубавни троугао у који су укључене једна ученица и професорка, а обе постају осумњичене. Тужиоци морају да се позабаве мрачном тајном коју је студенткиња скривала након што је рекла да је тајна откривена. |              |                               |                             |                                                |                      |           |                           |
| 280 | 3            | "Истинити злочин"             | Марта Мичал                 | Венди Бетлс и Ноа Бејлин                       | 16. октобар 2002.    | E3305     | 19.30                     |
| Истражујући смрт певачице рок састава која је у организму имала велике количине кокаина и хероина, детективи испитују бившег дечка који је био незадовољан колега из састава њеног покојног мужа. Поступци пензионисаног писца детектива који је пре неколико година радио на случају са Бриском и чија га неконвенционална тактика истраживања чини додатним осумњиченим ометају тужиоце. |              |                               |                             |                                                |                      |           |                           |
| 281 | 4            | "Трагедија у житу"            | Дејвид Плат                 | Вилијам Н. Фордс                               | 30. октобар 2002.    | E3303     | 20.20                     |
| Глумица која се бори, убијена је у очигледном убиству у току пљачке, а видео касета коју је снимио пар који обилази град, а која је продата месној телевизији, приказује тројицу осумњичених како убацују украдену имовину у теренац. Они су оптужени за тешко убиство, што је тежак злочин, и то изазива немир код Садерлинове око смртне казне. |              |                               |                             |                                                |                      |           |                           |
| 282 | 5            | "Прстен"                      | Ричард Добс                 | Мајкл С. Чернучин                              | 6. новембар 2002.    | E3309     | 18.40                     |
| Откриће тела у Ђавољој кухињи које је носило дијамантски прстен вредан 40.000 долара доводи Бриска и Грина до напада 11. септембра јер је пријављено да је жртва умрла на 89. спрату Светског трговинског центра. Истрага која је уследила доводи до вереника, ванбрачног љубавника и до закључка да су догађаји од 11. септембра можда били згодни да сакрију чињеницу да је она убијена ноћ раније. |              |                               |                             |                                                |                      |           |                           |
| 283 | 6            | "Плаћеник"                    | Ричард Добс                 | Ерик Овермајер                                 | 13. новембар 2002.   | E3302     | 19.00                     |
| Убиство предузимача у стилу погубљења наводи Бриска и Грина да сумњају у обученог убицу. Прво се усредсређују на могуће непријатеље жртве, али на крају сумњају да су жртвина жена и њен дечко ангажовали убицу. Међутим, док истражују сваку могућност, докази доводе Мекоја и Садерлинову до завере на коју нико није сумњао. |              |                               |                             |                                                |                      |           |                           |
| 284 | 7            | "Сезона убистава је отворена" | Метју Пен                   | Ричард Сверен                                  | 20. новембар 2002.   | E3306     | 18.00                     |
| Бранилац који је управо ослободио човека оптуженог за покушај убиства полицајца убијен је из ватреног оружја испред ресторана на Менхетну. Детективи почињу од полицајаца у испостави повређеног полицајца, а затим његовог брата пре него што су дошли до белца надмоћника који је део народне мреже. Мекој се суочава са невероватном могућношћу да је заступник оптуженог, његов 20-годишњи пријатељ и пријатељ убијеног заступника, учествовао у убиству окружног тужиоца на Флориди након хапшења оптуженог. Мекој је у стању да постигне договор који чува достојанство његовог противника, али не без трошкова. |              |                               |                             |                                                |                      |           |                           |
| 285 | 8            | "Звезда"                      | Стив Шил                    | Тери Коп                                       | 27. новембар 2002.   | E3308     | 15.80                     |
| Звезда бејзбола постаје главни осумњичени за убиство свог возача лимузине када се открило да је возач редовно достављао стероиде спортској икони. Каснија истрага открива уцену као основну побуду убиства. |              |                               |                             |                                                |                      |           |                           |
| 286 | 9            | "Точак"                       | Ричард Добс                 | Џил Голдсмит                                   | 11. децембар 2002.   | E3307     | 19.60                     |
| Леш азијаткиње пронађен испред стана кинеског генералног отправника послова наводи детективе да верују да се она жртвовала како би дала политичку изјаву. Када су форензичари показали да је она претходно убијена, они се налазе усред верског сукоба, а генерални отправник послова им је главни осумњичени. Његов заступник је стари пријатељ ОТ Бренча. |              |                               |                             |                                                |                      |           |                           |
| 287 | 10           | "Материце"                    | Џејс Александер             | Џенис Дајмонд                                  | 8. јануар 2003.      | E3311     | 19.60                     |
| Смрт једне популарне средњошколке и бекство са места несреће наводи детективе на сумњу да је отац девојке права мета. Када су докази открили да је смрт вероватно случајно убиство, они су успели да пронађу осумњиченог у свом стану. Међутим, ствари су се усложиле када је убица убијен, а особа која је починила злочин случајно је мајка жртве. |              |                               |                             |                                                |                      |           |                           |
| 288 | 11           | "Одабрани"                    | Ед Шерин                    | Мајкл С. Чернучин                              | 15. јануар 2003.     | E3310     | 19.00                     |
| Убиство кладионичара са клијентима високог сталежа доводи детективе до хапшења његовог ортака. Пошто је оптужен за убиство првог степена, његов заступник износи необичну стратегију одбране која претвара суђење у политичку изјаву. |              |                               |                             |                                                |                      |           |                           |
| 289 | 12           | "Под Богом"                   | Глорија Муцио               | Марк Гугенхајм и Ноа Бејлин                    | 5. фебруар 2003.     | E3313     | 18.30                     |
| Трговац дрогом је убијен, а сумња пада на оца мртвог пубертетлије. Бриско, који је и даље у жалости због ћерке, необично је саосећајан. Пре него што је полиција могла да докаже ствар, свештеник осумњиченог признаје убиство - тврдећи да му је Бог рекао да то учини. |              |                               |                             |                                                |                      |           |                           |
| 290 | 13           | "У одсуству"                  | Марта Мичел и Дарнел Мартин | Ерик Овермајер                                 | 12. фебруар 2003.    | E3314     | 18.40                     |
| Када се сведок у пљачке и убиства у златари није појавио на суду, Мекој сумња на прљаву игру све док није открио више о сведоку. |              |                               |                             |                                                |                      |           |                           |
| 291 | 14           | "Под несрећном звездом"       | Дејвид Плат                 | Ричард Сверен                                  | 19. фебруар 2003.    | E3315     | 19.80                     |
| Унакажени продавац луксузних спортских кола доводи детективе до мушкарца ометеног у развоју и његове девојке који су изузетно привлачни и чији их скупи укус наводи да буду подједнако преварантски настројени. |              |                               |                             |                                                |                      |           |                           |
| 292 | 15           | "Кучка"                       | Константин Макрис           | Мајкл С. Чернучин и Роз Винмен                 | 26. фебруар 2003.    | E3320     | 15.62                     |
| Смрт берзанског посредника доводи детективе до његове познате девојке фотографа и њене мајке која је козметички могул и дугогодишња пријатељица ОТ Артура Бренча. Мајка не преза ни пред чим како би заштитила изглед свог предузећа. Она иде чак дотле да узимање лека за хормоне користи као основу за своју одбрану. |              |                               |                             |                                                |                      |           |                           |
| 293 | 16           | "Означено као самоубиство"    | Метју Пен                   | Арон Зелман                                    | 26. март 2003.       | E3312     | 16.48                     |
| Адвокат који се разуме у штампу брани црнца у пубертету оптуженог да је ранио полицајку која није била на дужности. |              |                               |                             |                                                |                      |           |                           |
| 294 | 17           | "Геније"                      | Џејс Александер             | Вилијам Н. Фордс                               | 2. април 2003.       | E3318     | 15.50                     |
| Истражујући убиство таксисте, детективи сумњају у познату ауторку и његовог штићеника, бившег чуда од детета. |              |                               |                             |                                                |                      |           |                           |
| 295 | 18           | "На пучини"                   | Глорија Муцио               | Венди Бетлс                                    | 17. април 2003.      | E3319     | 15.50                     |
| Нестали фудбалер постаје главни осумњичени за убиство жене чије тело је откривено како плута у Источној реци, али када је пронађена његова јахта са свим несталим гостима, детективи сумњају да је и он сам био жртва свог проблематичног брата. |              |                               |                             |                                                |                      |           |                           |
| 296 | 19           | "Видовњак"                    | Џејмс Квин                  | Џил Голдсмит                                   | 23. април 2003.      | E3316     | 18.10                     |
| Главни осумњичени за убиство жене испред секс-клуба тврди да је само био сведок злочина путем психичког виђења. |              |                               |                             |                                                |                      |           |                           |
| 297 | 20           | "Дете за услугу"              | Дејвид Плат                 | Ерик Овермајер и Роз Винмен                    | 30. април 2003.      | E3325     | 18.10                     |
| Убиство директора за упис у приватној школи наводи детективе да истраже пар љутих родитеља чија су деца ускраћена за пријем, али онда су упрли поглед на директора кад су открили да се жртва спремала да изнесе у јавност одбијања уписа. |              |                               |                             |                                                |                      |           |                           |
| 298 | 21           | "Кућне посете"                | Џејс Александер             | Џенис Дајмонд                                  | 7. мај 2003.         | E3323     | 17.50                     |
| Сумњива смрт руске манекенке наводи детективе на сумњу у медицинско злостављање. |              |                               |                             |                                                |                      |           |                           |
| 299 | 22           | "Заштићен"                    | Ричард Добс                 | Тери Коп                                       | 14. мај 2003.        | E3324     | 18.30                     |
| У току је трка с временом јер детективи трагају за снајперистом који жртве убија усред бела дана. |              |                               |                             |                                                |                      |           |                           |
| 300 | 23           | "Парови"                      | Дејвид Плат                 | Лоренцо Каркатера                              | 21. мај 2003.        | E3317     | 16.00                     |
| Бриско и Грин решавају три убиства и отмицу у истом дану и у сваком случају добијају признања. Окружно тужилаштво ради само минимално. |              |                               |                             |                                                |                      |           |                           |
| 301 | 24           | "Дим"                         | Константин Макрис           | Синопсис: Мајкл С. Чернучин Сцанерио: Дик Волф | 21. мај 2003.        | E3322     | 19.00                     |
| Бриско и Грин распоређени добили су случај ексцентричног комичара који је можда убио свог сина обесивши га. |              |                               |                             |                                                |                      |           |                           |

## Напомена
1. ↑  У епизоди "Под Богом" помињу се догађаји из епизоде "Штета" из 8. сезоне у којој је Бриско трагично изгубио ћерку.
2. ↑  Епизода "Парови" је једна од ретких епизода која одступа од уобичајене формуле.